# ياكوب إيكيرت
ياكوب إيكيرت (بالألمانية: Jakob Eckert)‏ هو لاعب كرة قدم ألماني، ولد في 19 سبتمبر 1916 في فورمس في ألمانيا، وتوفي في 5 يونيو 1940. شارك مع منتخب ألمانيا لكرة القدم. أما مع النوادي، فقد لعب مع فورماتيا فورمز ‏.

## وصلات خارجية
- ياكوب إيكيرت على موقع قاعدة بيانات كرة القدم.إي يو (الإنجليزية)
- ياكوب إيكيرت على موقع ناشيونال فوتبول تيمز (الإنجليزية)
- ياكوب إيكيرت على موقع عالم كرة القدم.نت (الإنجليزية)
- ياكوب إيكيرت على موقع أوليمبيديا (الإنجليزية)